# GSP Bigfoot 2
GSP Bigfoot 2 — напівзанурене судно для перевезення великовагових та негабаритних вантажів (heavy lift vessel, heavy load vessel), яке наразі належить румунській компанії Grup Servicii Petroliere (GSP).

## Загальні відомості
Судно спорудили в 1977 році на верфі японської компанії Mitsubishi Heavy Industries у Нагасакі (за іншими даними — у Кобе). За своїм архітектурно-конструктивним типом воно належить до напівзанурених, що є типовим для суден, призначених транспортувати негабаритні об'єкти. Максимальний рівень води над палубою після занурення становить від 5,5 до 10 метрів (передня та кормова частини відповідно), площа палуби 110 х 30,5 метра.
На етапі спорудження судно мало назву Ha 1, потім до 1981-го було Kdg 1501, далі стало Tms 5, а з 1990-го працювало як Boabarge 10. У 2009-му його придбала румунська компанія GSP, яка перейменувала судно на GSP Bigfoot 2.

## Служба судна
У 2010-му GSP Bigfoot 2 задіяли у облаштуванні родовища Акчакоча, розташованого у турецькому секторі Чорного моря. Спершу GSP Bigfoot 2 доставило з верфі Agigea Yard у Констанці джекет (опорну основу) платформи висотою 101 метр та вагою 1300 тонн, після чого за участі судна-оператора підводних апаратів Triton XLX провели контрольований спуск джекету на шаблон для паль. Далі в тій самій Констанці плавучий кран великої вантажопідйомності GSP Neptun завантажив на GSP Bigfoot 2 надбудову платформи (топсайд), а після прибуття на родовище провів у морі операцію з її встановлення на джекет. Нарешті, GSP Neptun змонтував на платформу Акчакоча мобільну бурову установку GSP-31, яку все так же доправили на GSP Bigfoot 2.
У 2014 році судно брало участь у роботах зі спорудження вантового мосту через румунський канал Дунай — Чорне море.
У 2019-му в румунському секторі Чорного моря вивели з експлуатації самопідіймальну установку Gloria, що працювала замість стандартної платформи на офшорному родовищі Сіноє. Gloria опустили на палубу GSP Bigfoot 2 та доправили до Констанци.
На початку 2020-х в румунському секторі розпочались роботи з облаштування родовища Ана. В березні 2021-го відбулась операція зі встановлення джекету заввишки 101 метр та вагою 1300 тонн, виготовленого на тій же верфі GSP у Аджиджа. GSP Bigfoot 2 доправило його на родовище, де GSP Neptun провів монтаж за сприяння трубоукладального судна GSP Bigfoot 1 та судна забезпечення водолазних операцій GSP Falcon. У вересні того ж року GSP Bigfoot 2 та GSP Neptun задіяли в доставці та монтажу топсайду вагою 1350 тонн.